# Park Narodowy Serra das Confusões
Park Narodowy Serra das Confusões – park narodowy leżący w brazylijskim stanie Piauí, w jego południowej części. Utworzony w 1998. Od 2008 uznawany przez BirdLife International za ostoję ptaków IBA.

## Warunki naturalne
Park położony jest na zbudowanym z piaskowca płaskowyżu. Na jego terenie leży 9 miejscowości. Płynące przez niego cieki kierują się na północ ku rzece Parnaíba – głównej rzece stanu Piauí. Większa część roślinności reprezentuje florę charakterystyczną dla formacji caatinga.

## Archeologia
W stanowisku archeologicznym Toca do Enoque (Serra das Andorinhas na terenie parku), obejmującym schronienie ze skał, znaleziono malowidła naskalne (przedstawiające formy antropomorficzne, zoomorficzne i formy abstrakcyjne), węgiel drzewny, naszyjniki z zębami, kości zwierząt, skorupy mięczaków, ochry (żółte i czerwone). Znaleziska są datowane na wiek od 6,220 ± 40 lat do 6,610 ± 40 lat p.n.e. Znaleziona żółta ochra składa się głównie z goethytu, a czerwona – hematytu (co stwierdzono m.in. z wykorzystaniem spektroskopii Mössbauerowskiej); ponadto w obu stwierdzono obecność kwarcu. Podobne stanowiska archeologiczne znajdują się w Parku Narodowym Serra da Capivara.

## Fauna
Ze ssaków w parku występują m.in. pancernik olbrzymi (Priodontes maximus), pancernik kulowaty (Tolypeutes tricinctus), jaguar (Panthera onca) i puma (Puma concolor greeni). BirdLife International wymienia 14 gatunków ptaków, które zaważyły na decyzji o uznaniu parku za ostoję ptaków IBA. Wśród nich są dwa narażone: penelopa białobrewa (Penelope jacucaca) i łaziec wąsaty (Xiphocolaptes falcirostris). Cztery – kusacz żółtonogi (Crypturellus noctivagus), ara marakana (Primolius maracana), kusaczek białobrewy (Hylopezus ochroleucus) oraz ogończyk rdzawobarkowy (Synallaxis hellmayri) – są narażone. Pozostałe to gatunki najmniejszej troski. Są to: lelkowiec brazylijski (Nyctipolus hirundinaceus), pustelnik białosterny (Anopetia gounellei), dzięciolnik plamkowany (Picumnus pygmaeus), mrowiec czarnolocy (Sakesphorus cristatus), mrówczynek szarobrzuchy (Herpsilochmus sellowi), kamionek rudy (Pseudoseisura cristata), haczykodziób (Megaxenops parnaguae) oraz kardynałek krasnogłowy (Paroaria dominicana). Z niewymienionych przez BirdLife ptaków w parku występuje dzwonnik brodaty (Procnias averano).